# هری ویکوایر فاستر
هری ویکوایر فاستر (انگلیسی: Harry Wickwire Foster; ۲ آوریل ۱۹۰۲ – ۱۶ اوت ۱۹۶۴) فرد نظامی اهل کانادا بود.
وی همچنین برندهٔ جوایزی همچون ستاره نقره‌ای و لژیون دونور شده‌است.